# Ромблюв
Ромблюв (пол. Rąblów) — село в Польщі, у гміні Вонвольниця Пулавського повіту Люблінського воєводства.
Населення — 276 осіб (2021).

## Демографія
Демографічна структура станом на 31 березня 2011 року:
|          | Загалом | Допрацездатний вік | Працездатний вік | Постпрацездатний вік |
| -------- | ------- | ------------------ | ---------------- | -------------------- |
| Чоловіки | 131     | 23                 | 98               | 10                   |
| Жінки    | 148     | 27                 | 82               | 39                   |
| Разом    | 279     | 50                 | 180              | 49                   |